# Южная Ирландия
Ю́жная Ирла́ндия (англ. Southern Ireland, ирл. Deisceart Éireann) — краткое время существовавшая административно-политическая часть Соединённого Королевства Великобритании и Ирландии, созданная по Акту о Правительстве Ирландии 1920 года на пару с Северной Ирландией. Была образована 3 мая 1921 года и упразднена 6 декабря 1922 года, когда был заключён Англо-ирландский договор, согласно которому Ирландия была признана Великобританией  в качестве доминиона и было создано Ирландское Свободное государство.